# Lucio Dalla
Lucio Dalla (ur. 4 marca 1943 w Bolonii, zm. 1 marca 2012 w Montreux w Szwajcarii) – włoski piosenkarz i kompozytor. Nagrał wiele albumów, sprzedanych w milionach egzemplarzy pod szyldem wytwórni RCA, Sony i BMG. Skomponował również ścieżki dźwiękowe do filmów i programów telewizyjnych. Otrzymał doktorat honoris causa przyznany mu przez Uniwersytet Boloński. Najbardziej znaną kompozycją artysty jest piosenka „Caruso”, która rozeszła się w wielomilionowym nakładzie

## Życiorys

### Lata 50. i 60.
Jako młody człowiek Lucio Dalla zaczął grać na akordeonie i klarnecie. Po przeprowadzce do Rzymu wstąpił do zespołu Second Roman New Orleans Jazz Band, a w 1960 roku – do zespołu Flipper. Przełom nastąpił w 1963 roku, kiedy – w trakcie konkursu wokalnego Cantagiro – Gino Paoli zaoferował mu swoje usługi jako producent. Rok później Dalla nagrał swoje pierwsze piosenki dla wytwórni RCA: „Lei” i „Ma questa sera”, które jednak nie zdobyły powodzenia. W 1966 roku zadebiutował na Festiwalu Piosenki Włoskiej w San Remo, podczas którego wykonał piosenkę „Paff ... bum”, wspólnie z zespołem The Yardbirds. W tym samym roku ukazał się debiutancki album artysty, zatytułowany 1999. W 1967 roku Dalla wystąpił jako support Jimiego Hendrixa na koncercie w klubie Piper w Mediolanie.

### Lata 70.
W 1970 roku Lucio Dalla wydał album Terra di Gaibola, zawierający piosenkę „Occhi di ragazza”, z którą Gianni Morandi reprezentował Włochy podczas 15. Konkursu Piosenki Eurowizji. Rok później ukazała się płyta pt. Storie di casa mia, którą promowały utwory „Il gigante e la bambina”, „Itaca”, „La casa in riva al mare”. W latach 1974–1977 współpracował z bolońskim poetą Roberto Roversim, efektem tej współpracy były trzy znaczące albumy: Il giorno aveva cinque teste, Anidride solforosa i Automobili. W 1977 roku Dalla zdecydował się sam pisać teksty do swoich piosenek, które ukazały się na albumach Com'è profondo il mare (1977) i Lucio Dalla (1979; hity „Anna e Marco” i „L'anno che verrà”). Ten ostatni zajął 1. miejsce na liście najlepiej sprzedawanych albumów we Włoszech w 1979 roku. W tym samym roku wspólnie z kolegą Francesco De Gregorim Dalla odbył trasę koncertową Banana Republic udokumentowaną albumem live pod tym samym tytułem. Album ten zajął 2. miejsce na liście najlepiej sprzedawanych albumów we Włoszech w 1979 roku. Wydany w 1980 roku album Dalla ponownie zajął 1. miejsce, tym razem na liście najlepiej sprzedawanych albumów we Włoszech w 1980 roku.

### Lata 80.
Lata 80. stały się dla artysty dekadą popularności i rekordowych sprzedaży jego płyt: Telefonami Tra Vent'Anni (1981), 1983 (1983), Viaggi organizzati (1984), Bugie (1985) i Dallamericaruso (1986). Na tym ostatnim znalazła się piosenka „Caruso”, uznana przez krytyków za arcydzieło. Sprzedana została w wielomilionowym nakładzie, w trzydziestu wersjach, w tym w wykonaniu Luciano Pavarottiego. Ocenia się, że tylko ta wersja utworu znalazła około 9 mln nabywców. W 1988 roku Dalla nagrał z Giannim Morandim wspólny album Dalla/Morandi, po wydaniu którego odbył udane tournée po Włoszech.

### Lata 90.
W 1990 roku w telewizji Dalla zaprezentował swoją nową piosenkę „Attenti al lupo” i kolejny album Cambio, sprzedany w ok. 1 400 000 egzemplarzy. W 1994 roku artysta wydał album Henna a 1996 Canzoni, sprzedany w ilości ponad 1 300 000 egzemplarzy. W sezonach letnich 1998 i 1999 wystąpił z towarzyszeniem Orkiestry Symfonicznej Musica Sinfonica di 76 śpiewając swoje najbardziej znane utwory w aranżacjach orkiestrowych. Dekadę lat 90. zamknął albumem Ciao, wydanym 9 września 1999 roku, dokładnie 33 lata po wydaniu swego debiutanckiego albumu. Album Ciao zdobył status podwójnej platyny.

### Lata 2000.

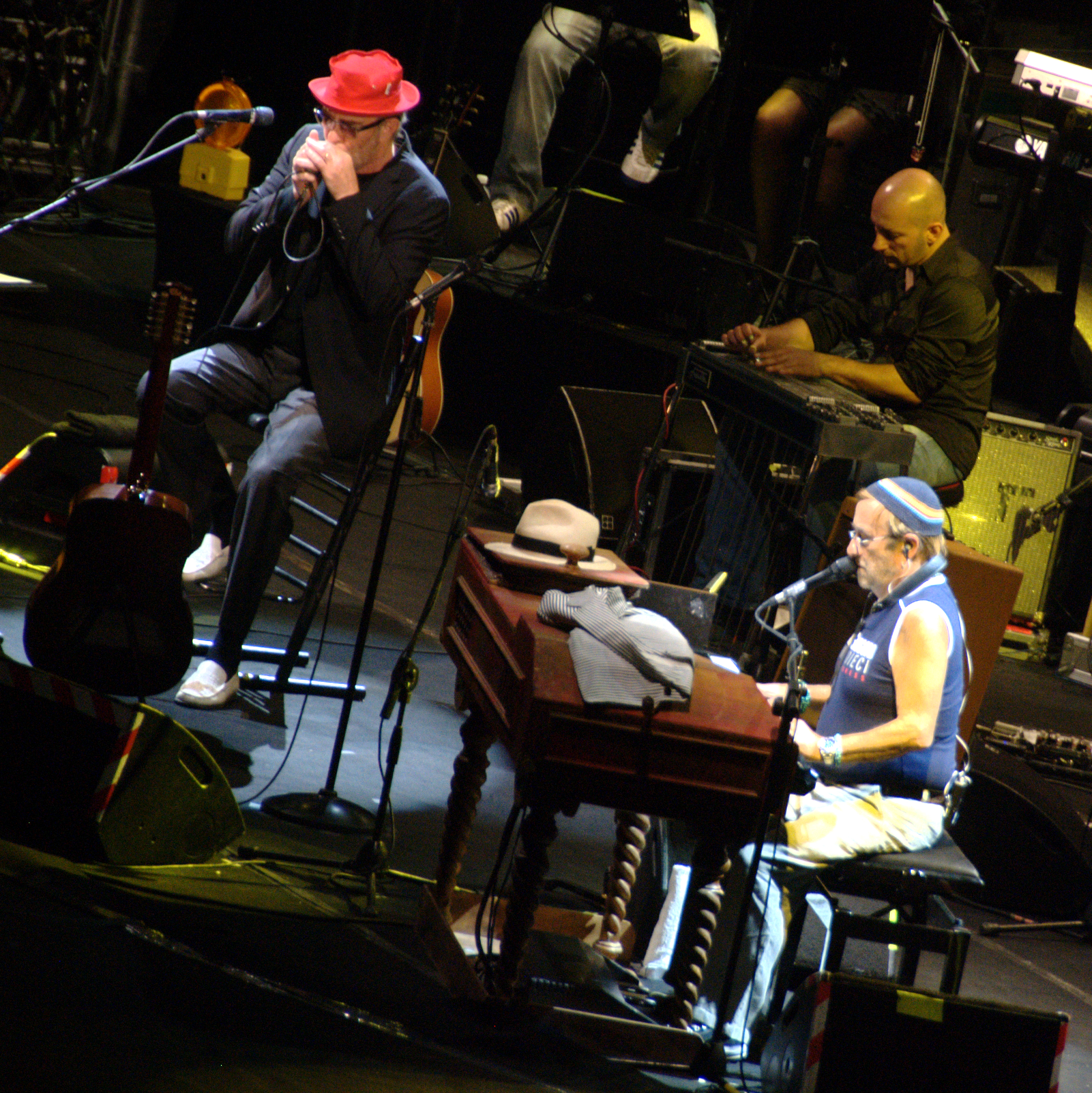
Lucio Dalla (u dołu po prawej) i Francesco De Gregori (u góry po lewej) podczas wspólnego koncertu w PalaFabris w Padwie

12 października 2001 wydał album Luna Matana. Oprócz działalności autorskiej i piosenkarskiej Lucio Dalla był także łowcą talentów. W rodzinnej Bolonii założył wytwórnię Pressing S.r.l., która wylansowała takich wykonawców jak: Stadio, Ron, Luca Carboni, Samuele Bersani a także przyczyniła się do artystycznego odrodzenia Gianniego Morandiego. Dalla dał się również poznać jako kompozytor muzyki filmowej pisząc ścieżki dźwiękowe do filmów m.in. Mario Monicellego, Michelangelo Antonioniego i Michele Placido. Otworzył własną galerię sztuki No Code w Bolonii. Lucio Dalla był autorem udanych programów telewizyjnych: Te vojo bene assaie, Capodanno, RaiUno – Taxi, Rai Tre – S.Patrignano. W 2008 roku wystawił na scenie Operę Żebraczą (z librettem Johna Gaya), w której wystąpili piosenkarka i aktorka Angela Baraldi oraz Peppe Servillo z Avion Travel. W lipcu tego samego roku artysta zaprezentował oficjalny hymn włoskiej reprezentacji olimpijskiej, zatytułowany „Un uomo solo può vincere il mondo” (pol. „Człowiek może zwyciężyć świat”), skomponowany z okazji Igrzysk Olimpijskich w Pekinie. 10 października 2009 roku w radio został wyemitowany singel artysty „Puoi sentirmi?”, promujący album Angoli nel cielo. W roku 2010, w trzydzieści lat po „Banana Republic”, artysta dał wspólny koncert z Francesco De Gregorim. W lutym 2012 ponownie wystąpił na festiwalu Piosenki Włoskiej w Sanremo, akompaniując młodemu wykonawcy Carone Pierdavide wykonującemu piosenkę „Nanì”, której Dalla był współautorem. Kilka dni później, 1 marca 2012, podczas trasy koncertowej w szwajcarskim Montreux (Szwajcaria) Lucio Dalla zmarł nagle na atak serca.

## Odznaczenia
- Wielki Oficer Orderu Zasługi Republiki Włoskiej – 3 listopada 2003 roku na wniosek prezydenta Republiki Włoskiej[9]
- Komandor Orderu Zasługi Republiki Włoskiej – 27 grudnia 1986 na wniosek Rady Doradczej premiera Republiki Włoskiej[10]

## Dyskografia
- 1966 – 1999[a]
- 1969 – Geniale
- 1970 – Terra di gaibola
- 1971 – Storie di casa mia
- 1973 – Il giorno aveva cinque teste
- 1975 – Anidride solforosa
- 1976 – Automobili
- 1977 – Com'è profondo il mare
- 1978 – Live @ RTSI (live)
- 1979 – Lucio Dalla
- 1979 – Banana Republic (live, z Francesco De Gregorim)
- 1980 – Dalla
- 1981 – Lucio Dalla
- 1983 – Dalla
- 1984 – Viaggi organizzati
- 1985 – Bugie
- 1986 – Dallamericaruso (live)
- 1988 – Dalla/Morandi
- 1988 – Dalla/Morandi In Europa
- 1990 – Cambio
- 1992 – Amen
- 1994 – Henna
- 1996 – Canzoni
- 1999 – Ciao
- 2001 – Luna matana
- 2002 – Caro amico ti scrivo
- 2003 – Lucio
- 2006 – 12000 Lune
- 2007 – Il contrario di me
- 2008 – La neve con la Luna
- 2009 – Angoli nel cielo
- 2010 – Work in Progress